# Blanka Vlašić
Blanka Vlašić (Split, 8 november 1983) is een Kroatische voormalig hoogspringster. Ze werd in deze discipline zesmaal wereldkampioene (tweemaal bij de junioren, tweemaal indoor en tweemaal outdoor), meervoudig Kroatisch kampioene, nam viermaal deel aan de Olympische Spelen en veroverde bij die gelegenheden in totaal eenmaal een zilveren en eenmaal een bronzen medaille. Met een sprong van 2,08 m heeft ze het Kroatisch record hoogspringen in handen. Slechts twee vrouwen sprongen ooit hoger.

## Biografie

### Eerste succes
Haar eerste succes behaalde Vlašić in 2000 door op het WK voor junioren in Santiago de Chili wereldkampioene te worden. Met een hoogte van 1,91 versloeg ze de Russische Marina Koeptsova (zilver) en de Zuid-Afrikaanse regerend juniorenkampioene Marizca Gertenbach (brons), die beiden niet hoger sprongen dan 1,88. Een jaar later won ze voor de eerste maal zowel in- als outdoor het hoogspringen tijdens de Kroatische kampioenschappen. In 2003 prolongeerde ze met een beste sprong van 1,96 haar wereldtitel bij de junioren in het Jamaicaanse Kingston en versloeg met 9 cm de Poolse nummer twee Anna Ksok (1,87).

### Olympische Spelen
Vlašić deed ook mee aan de Olympische Spelen van 2000 in Sydney, de Spelen van 2004 in Athene en die van 2008 in Peking. In 2000 wist ze zich niet te kwalificeren voor de finale. Vier jaar later behaalde ze wel de finale, maar was haar beste poging slechts 1,89, hetgeen een elfde plaats betekende. In 2008 werd ze tweede achter de Belgische Tia Hellebaut. Voor de Olympische Spelen van 2012 in Londen moet Vlašić verstek laten gaan wegens een blessure aan haar linkervoet.

### Wereldtitels
Bij de wereldindoorkampioenschappen van 2006 in Moskou won Blanka Vlašić de zilveren medaille. Bij de Super Grand Prix op 7 augustus 2007 verbeterde ze haar PR naar 2,07 en verbrak hiermee eveneens het Kroatische record. Hierna won ze op de wereldkampioenschappen van 2007 in Osaka voor de eerste maal in haar sportcarrière een wereldtitel. Met een beste poging van 2,05 versloeg ze de Italiaanse Antonietta di Martino (zilver; 2,03) en de Russische Anna Tsjitsjerova (brons; 2,03). Dat jaar werd ze verkozen tot Europees atlete van het jaar.
Op 9 maart 2008 veroverde ze in het Spaanse Valencia op het WK indoor met een hoogte van 2,03 het goud. De Russische Jelena Slesarenko (zilver) en Oekraïense Vita Palamar (brons) kwamen beiden 2 cm te kort. Vlašić bleek vervolgens in de aanloop naar de Spelen in Peking in de winning mood. Ze was reeds het hele seizoen 2007 onklopbaar gebleken en zette die trend in 2008 voort. De ene na de andere zege voegde ze toe aan haar palmares, inclusief die bij het hoogspringen tijdens de eerste vier van de in totaal zes Golden League wedstrijden, waardoor ze zicht bleef houden op het winnen van de jackpot van $1.000.000 aan het einde van de reeks. Met een onafgebroken serie van 34 overwinningen in haar bagage arriveerde ze in augustus in Peking. Blanka Vlašić was onmiskenbaar de te kloppen atlete.

### Tweemaal zuur
Maar juist in Peking werd deze onwaarschijnlijke zegereeks doorbroken. Tia Hellebaut, de Belgische die al op eerdere belangrijke toernooien had aangetoond boven zichzelf uit te kunnen stijgen als het erop aankomt, zette de Kroatische de voet dwars op een van de belangrijkste momenten in haar carrière. De enige foutsprong die Vlašić gedurende de gehele wedstrijd bij haar eerste poging over 2,05 maakte, werd haar fataal. Hellebaut haalde die hoogte namelijk wel in één keer en won hiermee, naar later zou blijken, de wedstrijd. Vlašić vatte haar nederlaag echter grootmoedig op: "Ik was zó moe. Er waren zoveel verwachtingen, er was zoveel druk. Ik heb zoveel media-aandacht gehad, dat het niet gemakkelijk was om hier te presteren. Maar ik ben gelukkig. Ik vind dat ik hier goed werk heb geleverd. Natuurlijk had ik die gouden medaille graag gewonnen, maar het was vandaag een goed gevecht en ik ben er trots op dat ik daarvan deel heb uitgemaakt."
Het was echter niet de enige zure appel die Blanka Vlašić in 2008 te verwerken zou krijgen. Tijdens de Memorial Van Damme in Brussel, de laatste Golden League wedstrijd van het seizoen, werd haar ook de kans op haar aandeel in het prijzengeld uit de vingers geslagen. Opnieuw leed ze een gevoelige nederlaag. Ditmaal was niet Tia Hellebaut de aanstichtster, hoewel die evenals Vlašić tot 2,00 kwam, maar de Duitse Ariane Friedrich, die ook al over 2,00 wipte, maar dat eerder deed dan beide concurrentes. Pamela Jelimo, de razendsnelle 800 meter vedette, die al haar Golden League races had gewonnen, profiteerde en ging nu met de totale jackpot aan de haal. Een anticlimax voor de Kroatische, die het jaar zo goed was begonnen.
Blanka Vlašić werd getraind door haar vader en voormalig tienkamper Joško Vlašić. In februari 2021 beëindigde ze, na een lange periode met blessures, haar loopbaan.

## Privéleven
- Haar vader Joško Vlašić heeft in 1983 een persoonlijk en nationaal record op de tienkamp behaald (7659 punten),[4] dat anno 2008 nog altijd staat. Het is uniek dat vader en dochter tegelijkertijd een nationaal record in de atletiek in handen hebben.
- Blanka is de zus van voetballer Nikola Vlašić.
- Vlašić stapte op 23 mei 2022 in het huwelijksbootje met de Belgische sportjournalist Ruben Van Gucht.[5] In 2022 kregen ze een zoon.[6]

## Trivia
- Blanka is vernoemd naar de stad Casablanca. Hier nam haar vader deel aan de Middellandse Zeespelen in de periode dat zij geboren werd en won er de titel.[7]
- Met een lengte van 1,93 m is ze langer dan de meeste mannelijke hoogspringers.

## Titels
- Europees kampioene hoogspringen - 2010

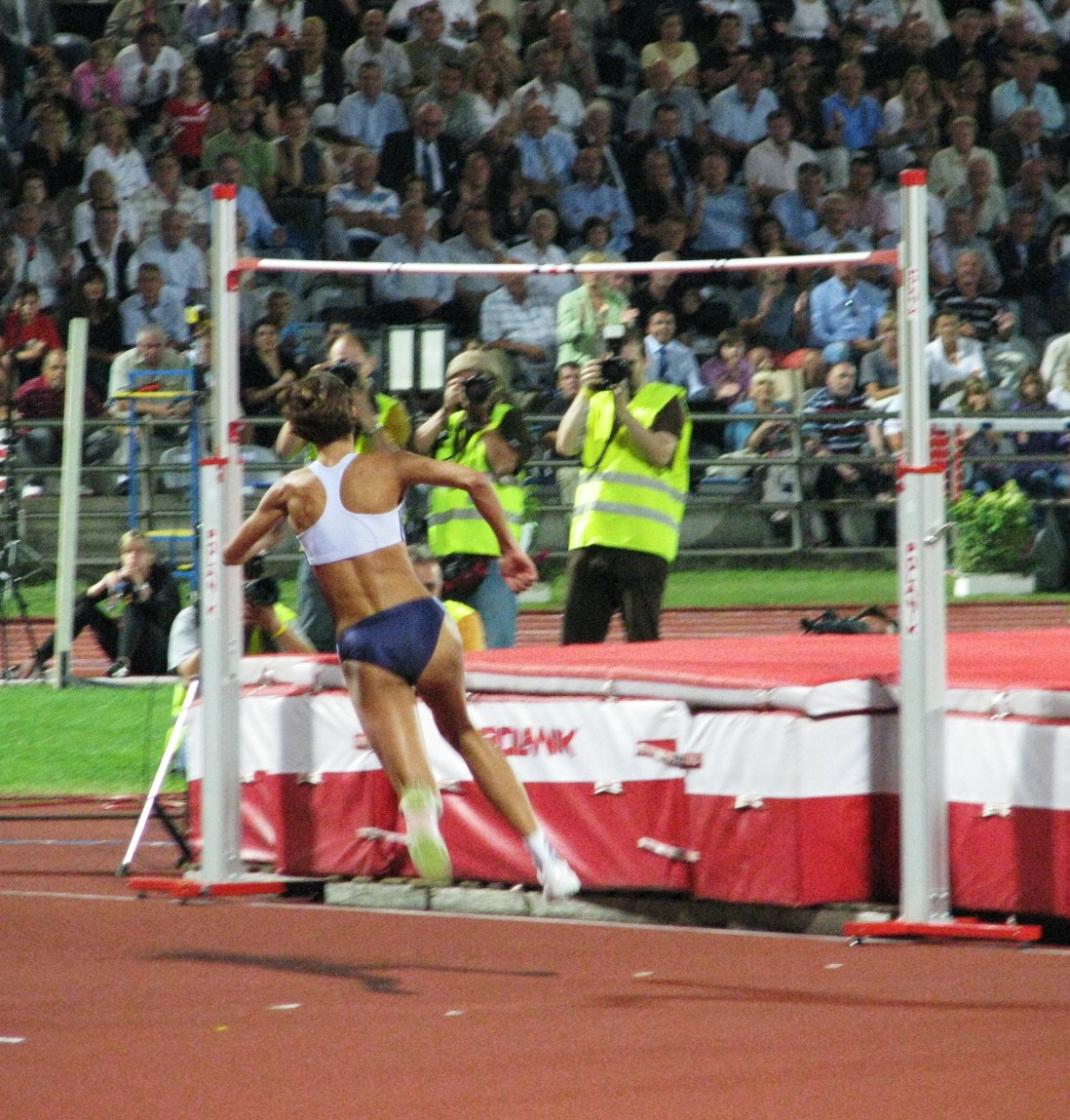
In Zagreb op weg naar 2,08 m.

- Wereldkampioene hoogspringen - 2007, 2009
- Wereldindoorkampioene hoogspringen - 2008, 2010
- Kroatisch kampioene hoogspringen - 2001, 2002, 2005
- Kroatisch indoorkampioene hoogspringen - 2001, 2002, 2004
- Wereldjeugdkampioene hoogspringen - 2000, 2002
- Europees kampioene hoogspringen U23 - 2003

## Persoonlijke records
| Onderdeel              | Prestatie   | Datum            | Plaats          |
| ---------------------- | ----------- | ---------------- | --------------- |
| hoogspringen (outdoor) | 2,08 m (NR) | 31 augustus 2009 | Zagreb          |
| hoogspringen (indoor)  | 2,05 m (NR) | 14 februari 2006 | Banská Bystrica |

## Prestaties

### hoogspringen
Kampioenschappen
- 1999: 8e WK junioren B - 1,75 m
- 2000:  WJK - 1,91 m
- 2000: 8e in kwal. OS - 1,92 m
- 2001:  Middellandse Zeespelen - 1,90 m
- 2001: 6e WK - 1,94 m
- 2001:  Europacup C in N - 1,91 m
- 2002:  WJK - 1,96 m
- 2002: 5e EK - 1,89 m
- 2003: 4e WK indoor - 1,96 m
- 2003:  EK U23 - 1,98 m
- 2003: 7e WK - 1,95 m
- 2003:  Europacup C in I - 1,95 m
- 2003: 4e Wereldatletiekfinale - 1,96 m
- 2004:  WK indoor - 1,97 m
- 2004: 11e OS - 1,89 m
- 2006:  WK indoor - 2,00 m
- 2006:  Europacup C in B - 1,97 m
- 2006: 4e EK - 2,01 m
- 2006: 6e Wereldatletiekfinale - 1,90 m
- 2007: 4e EK indoor - 1,92 m
- 2007:  WK - 2,05 m
- 2007:  Wereldatletiekfinale - 2,00 m
- 2008:  WK indoor - 2,03 m
- 2008:  OS - 2,05 m
- 2008:  Wereldatletiekfinale - 2,01 m
- 2009:  WK - 2,04 m
- 2009:  Wereldatletiekfinale - 2,04 m
- 2010:  EK - 2,03 m
- 2010:  WK indoor - 2,00 m
- 2011:  WK - 2,03 m
- 2014: 6e WK indoor - 1,94 m
- 2015:  WK - 2,01 m
- 2016:  OS - 1,97 m

Golden League-overwinningen
- 2003: Meeting Areva - 1,99 m
- 2006: Bislett Games - 1,98 m
- 2006: Golden Gala - 2,00 m
- 2007: Meeting Areva - 2,02 m
- 2007: Golden Gala - 2,02 m
- 2007: Weltklasse Zürich - 2,04 m
- 2007: Memorial Van Damme - 2,03 m
- 2007: ISTAF - 2,00 m
- 2008: ISTAF - 2,03 m
- 2008: Bislett Games - 2,04 m
- 2008: Golden Gala - 2,00 m
- 2008: Meeting Areva - 2,01 m
- 2008: Weltklasse Zürich - 2,01 m
- 2009: Bislett Games - 2,00 m
- 2009: Meeting Areva - 1,99 m
- 2009: Weltklasse Zürich - 2,01 m
- 2009: Memorial Van Damme - 2,00 m

Diamond League-overwinningen
- 2010: Qatar Athletic Super Grand Prix - 1,98 m
- 2010: Bislett Games - 2,01 m
- 2010: Golden Gala - 2,03 m
- 2010: Meeting Areva - 2,02 m
- 2010: DN Galan - 2,02 m
- 2010: Aviva London Grand Prix - 2,01 m
- 2010: Memorial Van Damme - 2,00 m
- 2010:   Diamond League - 24 p
- 2011: Shanghai Golden Grand Prix - 1,94 m
- 2011: Golden Gala - 1,95 m
- 2011: British Grand Prix - 1,99 m
- 2011: Herculis - 1,97 m
- 2011:   Diamond League - 18 p
- 2013: Adidas Grand Prix – 1,94 m
- 2014: Meeting Areva – 2,00 m
- 2014: Glasgow Grand Prix – 1,96 m

## Onderscheidingen
- Europees atlete van het jaar - 2007, 2010
- Europees sportvrouw van het jaar (Evgen Bergant Trofee) - 2009, 2010
- IAAF-atlete van het jaar - 2010

1983 Tamara Bykova ·
1987 Stefka Kostadinova ·
1991 Heike Henkel ·
1993 Ioamnet Quintero ·
1995 Stefka Kostadinova ·
1997 Hanne Haugland ·
1999 Inha Babakova ·
2001 Hestrie Cloete ·
2003 Hestrie Cloete ·
2005 Kajsa Bergqvist ·
2007 Blanka Vlašić ·
2009 Blanka Vlašić ·
2011 Anna Tsjitsjerova ·
2013 Brigetta Barrett ·
2015 Maria Koetsjina ·
2017 Maria Lasitskene ·
2019 Maria Lasitskene ·
2022 Eleanor Patterson ·
2023 Jaroslava Mahoetsjich
- Gemeinsame Normdatei: 138768811
- World Athletics: 14263716
- International Standard Name Identifier: 0000 0000 7889 3196
- Library of Congress Control Number: nb2010009388
- Virtual International Authority File: 120488862
- WorldCat: E39PBJdcBT9fWyh6r6gwJfGj4q